# ایسپانی
ایسپانی (به ایتالیایی: Ispani) یک کومونه در ایتالیا است که در استان سالرنو واقع شده‌است.

## خصوصیات
ایسپانی ۸٫۳ کیلومترمربع مساحت و ۱٬۰۲۰ نفر جمعیت دارد و ۲۵۶ متر بالاتر از سطح دریا واقع شده‌است.